# Phoenix Finance
A Phoenix Finance (később DART Grand Prix) egy brit cég volt, amely a Formula–1-világbajnokság 2002-es szezonjában indult volna. Az alakulat vezetője Charles Nickerson volt.

## A csapat története
A 2001-es év végén csődbe ment a többszörös világbajnok Alain Prost istállója, a Prost Grand Prix. Később a csapatot a Phoenix Finance nevű cég felvásárolta és céljuk az volt, hogy benevezzenek a bajnokság a 2002-es szezonjára. Feltételezések szerint a Škoda autómárka állt a projekt mögött és ezáltal Tomáš Enge lett volna a csapat egyik versenyzője, azonban 2002. március 5-én kiderült, hogy ezek az állítások alaptalanok voltak. Eredetileg a csapat a maláj nagydíjtól kezdve szerepelt volna a bajnokságban. Napokkal később, a sportág akkori első embere Bernie Ecclestone a következőképpen nyilatkozott Nickersonnal kapcsolatban:
„Semmit nem vett meg, csak néhány bemutatóautót. El is felejtheti a dolgot, csak az idejét pazarolja, ha azon töpreng, hogy rajthoz áll Malajziában.”
Az idő előrehaladtával újabb részletek derültek ki az istállóval kapcsolatban. Nickerson 2 millió font körüli összegért vásárolta meg a Prost csapat hagyatékát és a francia alakulat 2001-es, Prost AP04 versenyautóival álltak volna rajthoz. A tervek szerint az autókat az Arrows alakulat által használt 1998-as Hart motorok hajtották volna. A csapat személyzete megközelítőleg 50 főből állt, többségben a korábbi Prost GP és az Arrows csapat tagjaiból. A csapat autóit két korábbi Formula–1-es versenyző vezette volna; az argentin Gastón Mazzacane és a brazil Tarso Marques.
A csapat maláj nagydíjon való részvételét több tényező akadályozta. Egyfelől a csapatnak nem volt érvényes szerződése a Formula–1 akkori gumiszállítóival. Először a Michelin, majd a Bridgestone egy közleményben ezt meg is erősítették. Másfelől a csapatot nem nevezték be a 2002-es szezonra. A Phoenix Finance nem vásárolta fel a Prost GP csapatát teljesen, így a gárda új indulónak minősült. A Nemzetközi Automobil Szövetség (FIA) visszautasította az új csapat jelentkezését. Később kiderült, hogy a csapat mindössze azért utazott el Sepangba, hogy ne büntessék meg az alakulatot a versenyhétvége kihagyása végett. Az akkori szabályok szerint egy istálló mindössze két futamot hagyhatott ki, máskülönben kizárták a csapatot a bajnokságból. A Minardi csapatfőnöke, Paul Stoddart, aki a kezdetektől az új alakulat érkezése ellen volt, így kommentálta a fejleményeket:
Az istálló tulajdonképpen csak a Prost autóit vásárolta meg, azaz magát a csapatot nem, így pedig semmi nem jogosítja fel őket a részvételre. „Röviden összegezve: ez ennyi volt. Egyetlen csapat sem támadhat fel halottaiból.”
A malajziai fordulót követően a gárda neve ismeretlen okokból DART Grand Prix-re módosult. Miután a brazil nagydíjon sem vehettek részt, Nickerson a bíróság elé citálta az FIA-t, amiért csapata nem vehet részt a bajnokságban. Az eljárások közben a DART Grand Prix neve ismét Phoenix Grand Prix-ra módosult. Április 14-én az Arrows csapat tesztelt a Silverstone Circuit versenypályán. Feltételezések szerint az alakulat tesztelte a Phoenix AP04B névre keresztelt versenyautót is. 2002. május 22-én a Phoenix Finance elvesztette a pert az FIA-val szemben, ami egyben azt is jelentette hogy nem indulhattak a 2002-es szezonban.